# Burén (släkt)
Burén är en svensk släkt med stamfader Daniel Jonsson Burén.

## Historik
Släkten Burén härstammar från brukspatronen Daniel Jonsson Burén (1708–1791) och Hedvig Altijn i Östergötland. Deras söner Olof Burenstam och Carl Daniel Burén  kom att arbeta som brukspatronen, den ena sonen adlades 17 december 1791 till Burenstam. Brukspatronen Carl Daniels Buréns son Peter Carl af Burén som kom att arbeta som bruksägare, adlades 26 april 1814 till af Burén.

## Medlemmar i urval
- Daniel Jonsson Burén (1708–1791), brukspatron.[1]
  - Olof Burenstam, brukspatron.[1]
  - Carl Daniel Burén (1744–1838), bruksägare och industriidkare.[1]
    - Peter Carl af Burén (1773–1828), brukspatron.[1]
    - Adolf Burén (1777–1848), brukspatron.[1]
      - Axel Vilhelm Burén (1807–1870), godsägare.[1]

    - Olof Ulrik Burén (1783–1842), brukspatron.[1]